# Symplecta sparsa
Symplecta sparsa là một loài ruồi trong họ Limoniidae. Chúng phân bố ở miền Tân bắc.